# Ludwig von Haenlein
Johann Christian Ferdinand Ludwig „Louis“ von Haenlein (* 17. März 1790 in Ansbach; † 18. September 1853 in Berlin) war ein deutscher Diplomat.

## Leben
Als Sohn des Gesandten Carl von Hänlein besuchte Louis von Haenlein das Gymnasium Carolinum. Am 3. Mai 1808 immatrikulierte er sich an der Universität Erlangen für Rechtswissenschaft. Am 19. August 1808 wurde er im Corps Onoldia recipiert. Von 1809 bis 1810 studierte er an der Hessischen Ludwigs-Universität. 1812/13 war er Landgerichtssekretär am Landgericht Frankfurt am Main. 1813/14 zog er in die Befreiungskriege. Danach war er preußischer Legationssekretär in Kassel.
Vom 23. Januar 1833 bis zum 2. April 1849 war er a.o. Gesandter und bevollmächtigter Minister Preußens bei den oldenburgisch-mecklenburgischen Höfen und den Hansestädten in Hamburg. Zuletzt war er Gesandter beim Bundestag des Deutschen Bundes. Am 18. September 1853 erlag er in Berlin einem Schlaganfall und wurde am 22. September 1853 auf dem Invalidenfriedhof beigesetzt.